# Tuamese
Tuamese is een bestuurslaag in het regentschap Timor Tengah Utara van de provincie Oost-Nusa Tenggara, Indonesië. Tuamese telt 1063 inwoners (volkstelling 2010).